# OKB-301
La Oficina de Diseño Lávochkin, u OKB-301 - OKB (en ruso: Особое Конструкторское Бюро - Oficina Especial de Diseño) - fue una oficina de diseño soviética, hoy desaparecida, que llevó el nombre de su diseñador jefe, Semión Lávochkin. Se distinguió por la familia de aviones de caza a pistón de la Segunda Guerra Mundial, cambiando con posterioridad al diseño de misiles. La oficina fue cerrada en 1960 después de la muerte del diseñador jefe, pero posteriormente fue reabierta como NPO Lavochkin, dedicada al diseño de naves espaciales, participando en el programa Lunojod, Vega, Phobos, etc.
Los primeros diseños de Semión Lávochkin fueron los LaGG-1 y LaGG-3 en conjunción con los ingenieros Gudkov y Gorbunov (LaGG corresponde a las iniciales de Lávochkin-Gudkov-Gordunov). Fueron la base para los destacados cazas Lavochkin La-5 y Lavochkin La-7. Los últimos cazas a pistón utilizados por la Fuerza Aérea Soviética fueron los Lavochkin La-9 y Lavochkin La-11.
Los proyectos de las postguerra son poco conocidos en occidente. El 26 de diciembre de 1948, el Lavochkin La-176 se convirtió en el primer avión soviético de velocidad supersónica. El último avión del programa fue el desafortunado Lavochin La-250 conocido como "Anaconda", construyéndose solamente uno en la Unión Soviética.
Con el fallecimiento del diseñador jefe en 1960, Semión Lávochkin, cesa el trabajo de la oficina de diseño.

## Aviones
- LaGG-1
- LaGG-3
- La-5
- La-7
- La-9 'Fritz'
- La-11 'Fang'
- La-15 'Fantail'
- La-17
- La-120
- La-126
- La-130 (denominación inicial del La-9)
- La-132 (variante del La-9)
- La-134
- La-138 (variante del La-9)
- La-140
- La-150
- La-152
- La-154
- La-156
- La-160
- La-168
- La-174
- La-176 (primer avión soviético en romper la barrera del sonido)
- La-180
- La-190
- La-200
- La-205 el V-300, un SAM (misiles superficie aire) para los S.25 del sistema de defensa aéres
- La-250 Anakonda